# Calamosternus trucidatus
Calamosternus trucidatus är en skalbaggsart som beskrevs av Edgar von Harold 1863. Calamosternus trucidatus ingår i släktet Calamosternus och familjen Aphodiidae. Inga underarter finns listade.